# Політенія

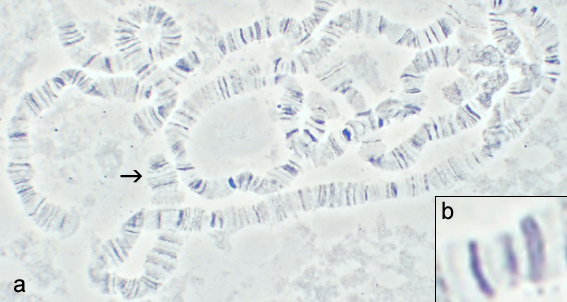
Політенна хромосома дрозофіли

Політенія — наявність у ядрі деяких соматичних клітин або одноклітинних організмів гігантських багатониткових (політенних) хромосом, які за розмірами можуть бути у сотні разів більше за звичайні хромосоми. Є результатом багаторазових подвоєнь хромосом без їх розходження та поділу клітини. Вперше описана французьким цитологом Бальбіані у 1881 році. Політенія призводить до багаторазового підвищення плоїдності ядер (до 32768 n у хірономуса). Внаслідок цього посилюється експресія генів та виробництво необхідних для клітин білків. Для політенних хромосом характерне специфічне розташування дисків, що дозволяє складати цитологічні карти хромосом та вивчати функціональну активність їх окремих ділянок. Політенія спостерігається в клітинах слинних залоз деяких двокрилих (хірономус, дрозофіли), у деяких найпростіших та деяких клітинах рослин.  